# Liebesgaben

Plakat mit Aufruf zur Spende von Liebesgaben, 1914

Als Liebesgaben wurden im Deutschen Kaiserreich Hilfsgüter-Sendungen bezeichnet, die von der Bevölkerung beispielsweise während des Ersten Weltkriegs an die Soldaten an der Front übersandt wurden. Sie gingen aber auch an Kriegsverwundete in Lazaretten und an deutsche Kriegsgefangene im Ausland. Es handelte sich um Geschenkpakete, die hauptsächlich Bekleidung und Lebensmittel enthielten.
Die Pakete wurden von gemeinnützigen Organisationen, wie dem Roten Kreuz und Frauenvereinen, aber auch von Schülern der jeweiligen Schulen, Firmen und privaten Spendern versandt. Die Idee für diese Art der Unterstützung war nicht neu, schon im Deutsch-Französischen Krieg hatte sich beispielsweise der Meinerzhagener Frauenverein gegründet und zu Frauenhilfe, Liebesgaben und Kriegerdank aufgerufen.

## Gaben

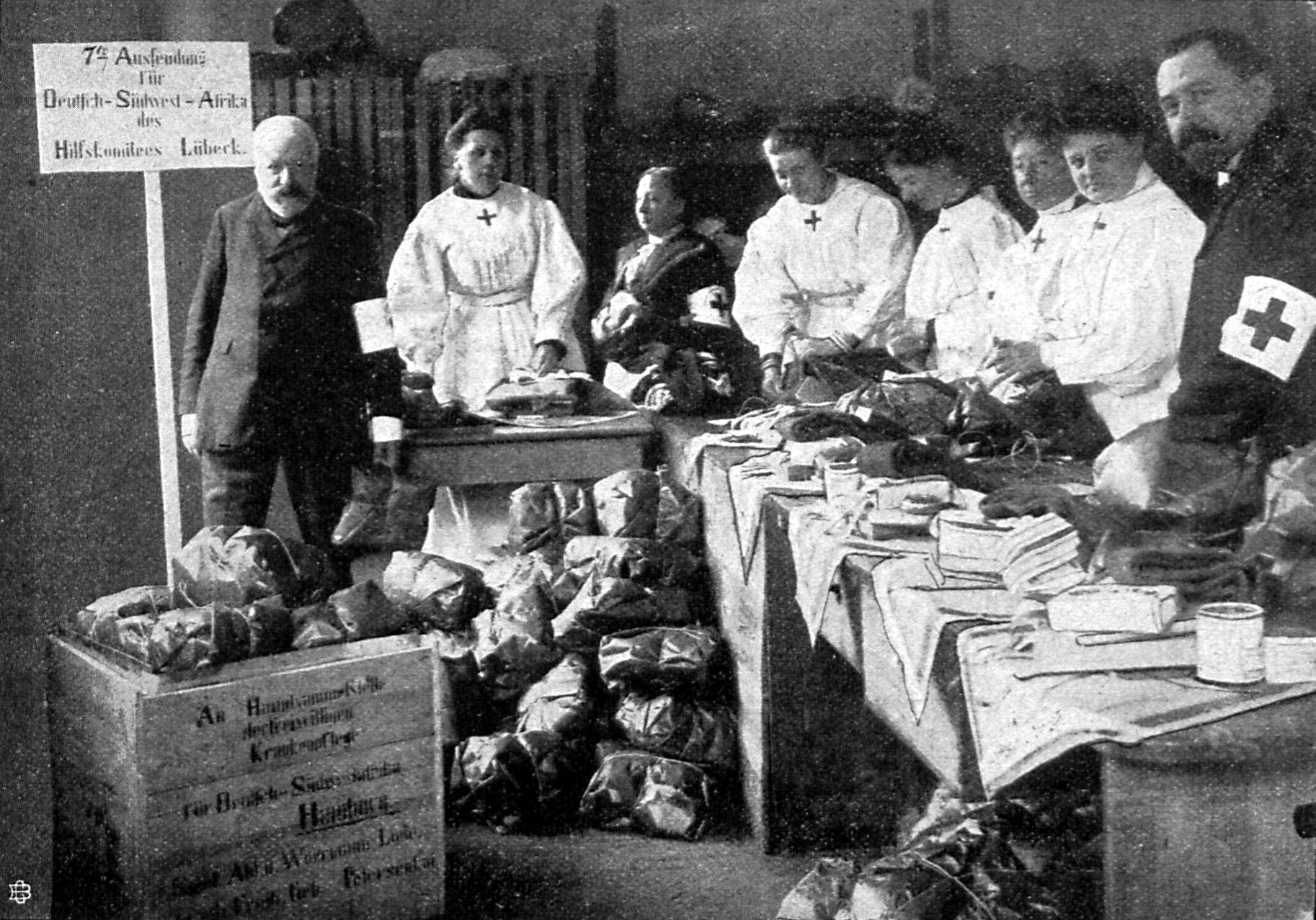
Die Abfertigung einer Sendung Liebesgaben für Deutsch Südwest-Afrika in Lübeck (1906)

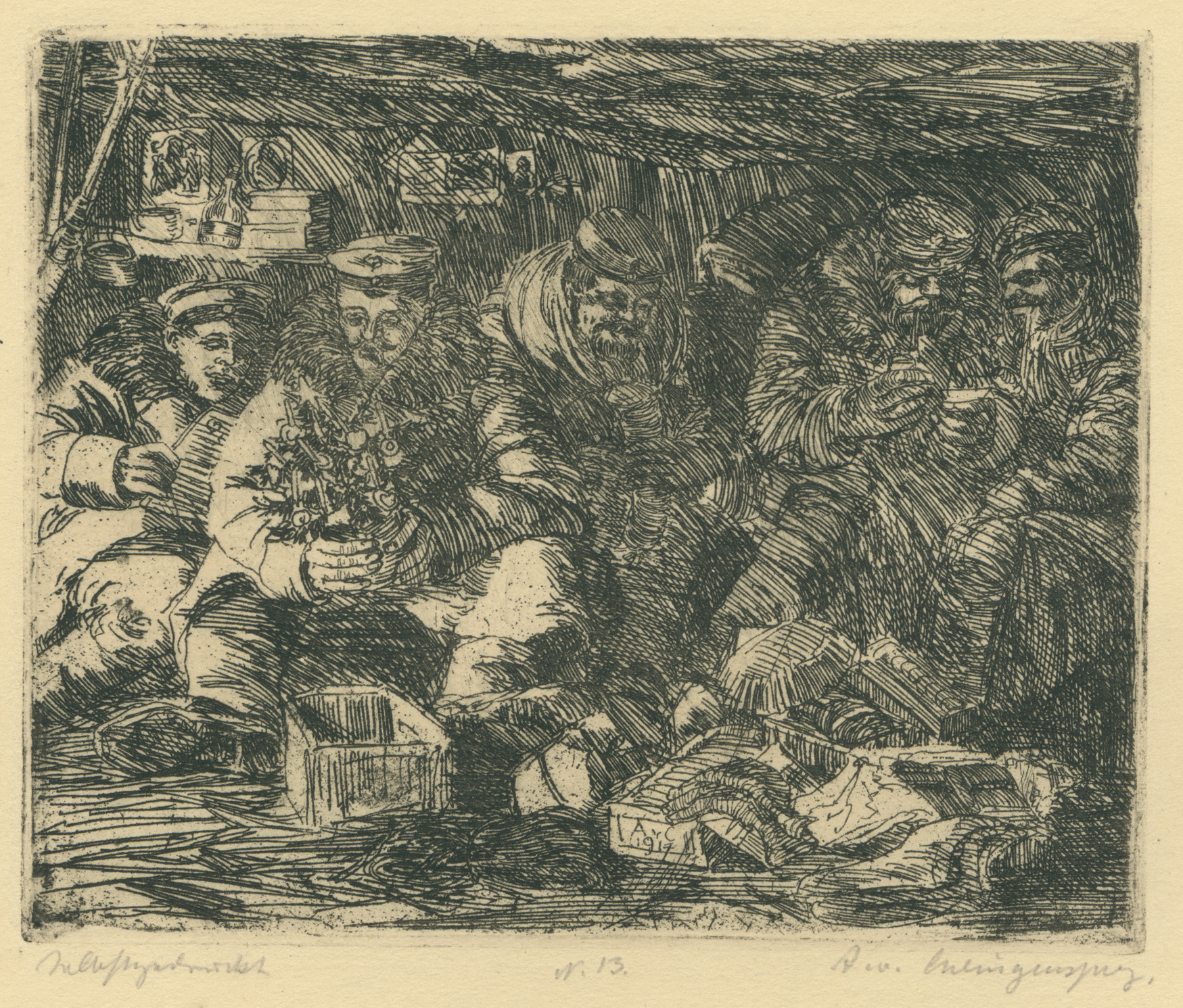
Liebesgaben aus der Heimat (Soldaten mit Geschenken im Feld), Radierung von Adelheid von Chlingensperg aus der Mappe Die Frau im Weltkrieg, 1917

Im Kriegsjahr 1870 wurden beispielsweise die Truppen des Braunschweigischen Infanterie-Regiments Nr. 92, die sich an der Belagerung von Metz beteiligten, aus dem Herzogtum Braunschweig durch derartige Spenden unterstützt. Dabei war es nicht nur der rein praktische Nutzwert dieser Gegenstände, sondern auch die moralische Unterstützung, trugen sie doch zur Erinnerung an die Verwandten in der Heimat bei und waren ein Ansporn, sich dieser Liebe als würdig zu erweisen. Diese wurden in vier Transporten aus Braunschweig und Blankenburg überbracht. Die Erste Sendung von Liebesgaben war zuvor für die Soldaten des Infanterie-Regiments Nr. 79 aus Hildesheim gekommen, die alle Abteilungen, auch Soldaten aus anderen Regimentern, an der Vergabe beteiligt hatten. Daraufhin wurde dieses Prinzip beibehalten und an die Soldaten der 20. Division konnten so fast in wöchentlichem Rhythmus neue Gaben verteilt werden. Bei der Verteilung solcher Liebesgaben in einem Lazarett in Frankreich wirkte 1870 auch der Arzt, Politiker und Sozialmediziner Rudolf Virchow mit.
Die Geschenksendungen mit Liebesgaben enthielten vor allem Bekleidung, Lebens- und Genussmittel, Lesestoff sowie Dinge des täglichen Gebrauchs, wie Seife, Kerzen, Taschentücher oder Waschlappen. Im Einzelnen handelte es sich vor allem um wärmende Bekleidung wie Kopfschützer und Kniewärmer, Tabak, Zigarren, Zigaretten, Schokolade, Zeitungen, Bücher, Gebetbücher und Begleitschreiben mit zum Teil selbst verfassten Gedichten.

## Sammelstellen während des Ersten Weltkrieges
Um diese Gaben zu sammeln und weiterzuleiten, gab es in vielen deutschen Städten öffentliche Sammelstellen und Zeitschriften, die über die Zustellung berichteten.
In einem Artikel des bayerischen Wiesentboten vom 6. November 1914 wird beispielsweise der Inhalt einer solchen Sendung folgendermaßen beschrieben:

„Das Ortssammelkomitee für Waischenfeld und Umgebung konnte am vergangenen Samstag wieder eine Sendung Liebesgaben an die Kreissammelstelle in Bamberg abliefern, nämlich: 1 Waggon Kartoffeln, 15 Pfund Butterschmalz, 1 Tabakspfeife, 2 wollene und 13 weiße Betttücher, 2 farbige und 12 weiße Kopfkissenbezüge, 6 ungebleichte und 1 farbige wollene Unterhose, 2 farbige Hemden, 24 verschiedene Säckchen, 5 Leibbinden, 4 Paar Handschuhe, drei Paar Socken, 1 Paar Kniewärmer, 17 Paar Pulswärmer, 26 dreieckige Tücher, 8 Paar weiße und 5 Paar wollene Fußlappen, sechs Paar Einlegsohlen und 6 Taschentücher.“

### Berlin

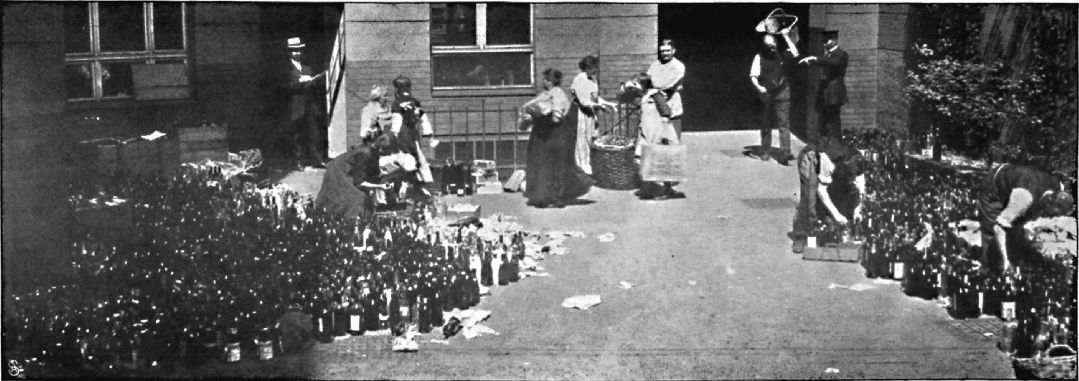
Sammelstelle für Liebesgaben in Berlin

In Berlin wurden die gespendeten Liebesgaben vornehmlich an jene Truppenteile weitergeleitet, in denen Bürger der Stadt dienten. Zudem wurden die Patenschiffe der Stadt, der Kreuzer Berlin und der Hilfskreuzer Berlin mit Hilfslieferungen bedacht. Während zu Beginn des Krieges überwiegend warme Kleidung und Nahrungsmittel verschickt wurden, gehörten zu den Liebesgaben des Jahres 1917 insbesondere Rauch- und Tabakwaren, Bücher oder Wasserflaschen, die in über 62.000 Paketen allein durch den Nationalen Frauendienst versandt wurden.
In der Königlichen Bibliothek wurden vom Beginn des Krieges bis März 1917 rund 10 Millionen Bücher gesammelt und verteilt, die mit dem Aufdruck „Aus der Kriegssammlung des Deutschen Buchhandels–Unverkäuflich“ versehen waren, um einem Handel mit diesen Liebesgaben vorzubeugen.
Geldspenden kamen zusammen z. B. für das Stephanienheim zur Einrichtung einer mediko-mechanischen Anstalt zur orthopädischen Nachbehandlung verstümmelter Krieger. (lt. Tägliche Rundschau, Berlin am 25. April 1915 zusammen Mark 291,20)

### Braunschweig
In Braunschweig gab es schon kurz nach Kriegsbeginn einen eigenen „Liebesgaben-Ausschuss“, der Spenden für die Soldaten an der Front sammelte. Besonders begehrt waren bei den Frontsoldaten Tabakwaren, Brieftaschen, Briefpapier, Feldpostkarten und Füllfederhalter sowie Spiegel, Taschenmesser, Zahnbürsten, aber auch Hosenträger, Fußlappen, Hand- oder Taschentücher. Zudem rief der Braunschweiger Allgemeine Anzeiger zu Spenden von „Ferngläsern und Pistolen für Unteroffiziere“ auf. Auch die Braunschweiger Geschäfte boten spezielle Waren wie wetterfeste, warme Kleidung für den Schützengraben oder Köstritzer Schwarzbier für die Unterstützung der Genesung verwundeter Soldaten an. Zu den Organisationen, die solche Sammlungen durchführten, gehörte die „Sammelstelle für Liebesgaben der Vereinigten Männer- und Frauenvereine vom Roten Kreuz im Herzogtum Braunschweig“. Außerdem gab es spezielle „Opfertage für Weihnachtsliebesgaben“, beispielsweise den 17. November 1916 (Geburtstag von Herzog Ernst August) oder den 2. Oktober 1918 (Geburtstag des Generalfeldmarschalls Paul von Hindenburg). Der Georg Westermann Verlag druckte für diesen Anlass gesonderte Postkarten mit einem entsprechenden Vermerk.

### Bremen
In Bremen gab es eine eigene „Abteilung Liebesgaben“ des Roten Kreuzes. dessen Geschäftsführer Constantin Frick war. Diese gab einen Bericht über die Tätigkeit der Abteilung Liebesgaben des Zentral-Hilfs-Ausschusses vom Roten Kreuz in Bremen über die Zeit vom 1. August bis 31. Dezember 1914 heraus. Zudem gab es weitere Spendenaufrufe und Sammlungen.

### Frankfurt
In Frankfurt engagierte sich Lina von Schauroth, eine Schülerin des Plakatmalers Ludwig Hohlwein, indem sie für die Aktion „Spendet Liebesgaben für unsere Truppen im Felde“ Plakate entwarf und selbst Sammlungen durchführte.

### Hamburg
In Hamburg hatte die Organisation des Roten Kreuzes die „allgemeine Liebesgaben-Versorgung“ übernommen. Die Hauptannahmestelle für diese Spenden befand sich im Zippelhaus. Dort wurden alle Anforderungs- und Wunschlisten aus den Kriegsgebieten sowie die gesammelten Vorräte und Waren aufbewahrt, zugeteilt und zu Waggonladungen zusammengestellt. Neben dieser Organisation gab es den Vaterländischen Frauen-Hülfs-Verein, der seine Annahmestellen im Naturhistorischen Museum und am Hauptbahnhof hatte. Dieser Verein kümmerte sich insbesondere um die Versorgung der Hamburger Lazarette mit Liebesgaben. Allein für diese wurden wöchentlich rund 50.000 Zigarren benötigt. Des Weiteren gab es noch einen Hamburgischen Ausschuss für Kriegsbüchereien, der die Soldaten mit Büchern, Heften, Zeitschriften und Bildern versorgte.

### Kaiserslautern
Im Ersten Weltkrieg bildeten die drei bestehenden Rotkreuzvereine in Kaiserslautern ein Ortskomitee, um ihre Arbeit zu koordinieren. Dieses führte auch die Liebesgaben und Geldspenden zusammen. Zu den Sammlungen zählten unter anderem die Weihnachtssammlung, Wertmetallsammlung, Sammlung von Unterkleidern, Reichswollwoche, Weiße Woche, Tabaktag, Kinderhilfstag und die Sammlung für die Gefangenen in Russland.

### Kusel
Die Rote Kreuz-Vereinigung Kusel beschrieb in ihrer Uebersicht über die Tätigkeit von Kriegsbeginn bis 31. Dezember 1915, dass es in Kusel eine Bezirkssammelstelle gab, bei der die Liebesgaben aus den Ortssammelstellen in Wolfstein, Lauterecken und Altenglan zusammengeführt wurden. Von dort wurden die Pakete teilweise zur Abnahmestelle des II. Armeekorps in Landau weitergeleitet oder direkt zu den Soldaten im Feld verschickt. Die Weihnachtsspenden für das Jahr 1914 gingen an das Kreissammelkomitee in Speyer. Die Erträge aus der Reichswollwoche gingen nach Ludwigshafen und die aus der Metallwoche nach Ingolstadt.

### Preußen
In Preußen richtete der Vaterländische Frauenverein unmittelbar nach Kriegsbeginn am 1. August 1914 eine Anfrage an den preußischen Minister für Handel und Gewerbe, ob in den Schulen im Handarbeitsunterricht der weiblichen Jugend die Herstellung von Liebesgaben für Soldaten an der Front zulässig sei. Der Minister befürwortete die „Heranziehung der Schulen zur Herstellung von Liebesgaben für die im Felde stehenden Truppen“ mit der Einschränkung, dass damit nicht Lohnarbeiterinnen die Arbeitsgelegenheit nicht entzogen wird. Für unbedenklich sah er das Stricken von Strümpfen und Pulswärmern an, aber nicht das Nähen von Betttüchern, Hemden und sonstiger Wäsche.
Am 18. August 1914 richtete der preußische Schulminister einen Erlass an die Schulen, nach dem in den Handarbeitsstunden ausschließlich Liebesgaben für Soldaten an der Front zu fertigen sind. Dazu zählten insbesondere Wollstrümpfe, gestrickte Leibbinden und gestrickte Unterziehjacken. Anfangs übernahmen Sammelstellen des Roten Kreuzes und die Vaterländischen Frauenvereine die Weiterleitung der Gaben an die Soldaten. Später packten die Schulen die Pakete selbst und verschickten sie.

### Direkte Sendungen
Es war auch möglich, dass über direkte Kontakte Liebesgaben-Sendungen organisiert wurden. Ein Beispiel sind die Pakete, die der Unternehmer Bernhard Dräger, Leiter des Drägerwerks in Lübeck, und dessen Frau Elfriede an die Mannschaften des U-Boot-Kommandanten Max Valentiner sandte. Valentiner wandte sich an Bernhard Dräger und ersuchte um Liebesgaben für seine Besatzung. Dräger erfüllte Valentiners Wunsch und schickte immer wieder Kisten in die Häfen, in welchen Valentiners U-Boot lag, so nach Kiel oder in den österreichisch-ungarischen Kriegshafen Cattaro. Etwa im November 1917 umfasste eine Sendung: 2 Mundharmonikas, 23 Grammophon-Platten, 20 Pfeifen, 600 Zigarren, 3 Kästen Tabak, 5.250 Zigaretten, 1 Lunten-Feuerzeug, 8 Geduldsspiele, 250 Briefbögen und -umschläge, 25 Tintenstifte, 10 Messer, 10 Brustbeutel und 48 Bücher.

## Schulen
Mit Kriegsbeginn nahm das Herstellen, Verpacken und Versenden von Liebesgaben einen breiten Raum im schulischen Alltag ein. Schulkinder und Lehrer führten diese Aufgaben mit Begeisterung und Patriotismus aus. Das Stricken von Bekleidung wurde von den Mädchen im Rahmen des Handarbeitsunterrichts ausgeführt. Darin waren auch die jüngsten Schülerinnen einbezogen, die zwar keine größeren Teile zustande bekamen, aber zumindest Wasch- und Putzlappen strickten.
Ein Beispiel zur Verdeutlichung des Ausmaßes der Herstellung von Liebesgaben durch Schulen bietet die schlesische Stadt Breslau. Dort fertigten 2.800 Volksschülerinnen von Kriegsbeginn am 1. August an bis zum 19. Dezember 1914 „6333 Paar Strümpfe, 2055 Paar Pulswärmer, 261 Paar Handschuhe, 368 Kopf und Ohrenschützer, 187 Leibbinden, 91 Brust- und Lungenschützer, also etwa 9700 Wollsachen.“
Während es sich bei den Liebesgaben der Schülerinnen anfangs meist um Strickwaren handelte, verschickte man in späteren Kriegsjahren auch andere Dinge, „die das Soldatenherz erfreuten“. Dadurch war es auch Schülern möglich, sich an den Paketaktionen zu beteiligen. Sie sammelten dafür unter anderem Zigarren, Zigaretten, Tabak, Pfeifen, Tabaksbeutel, Feuerzeuge und Dinge des täglichen Gebrauchs. Mit zunehmender Kriegsdauer ließ das Engagement der Schüler bei den Liebesgaben nach. Ab 1916 war bereits eine merklich schlechtere Versorgung der Bevölkerung spürbar. Ende 1917 forderte das Militär die Schulen auf, wegen mangelnder Transportkapazitäten auf den Versand von Weihnachtspaketen zu verzichten. Es sollten Geldspenden zur Verfügung gestellt werden, mit denen das Militär preiswerter einkaufen konnte und die Güter den Soldaten pünktlich zu Weihnachten zustellen konnte. Dies führte zu einem merklichen Rückgang an Liebesgabensendungen.

## Werbung

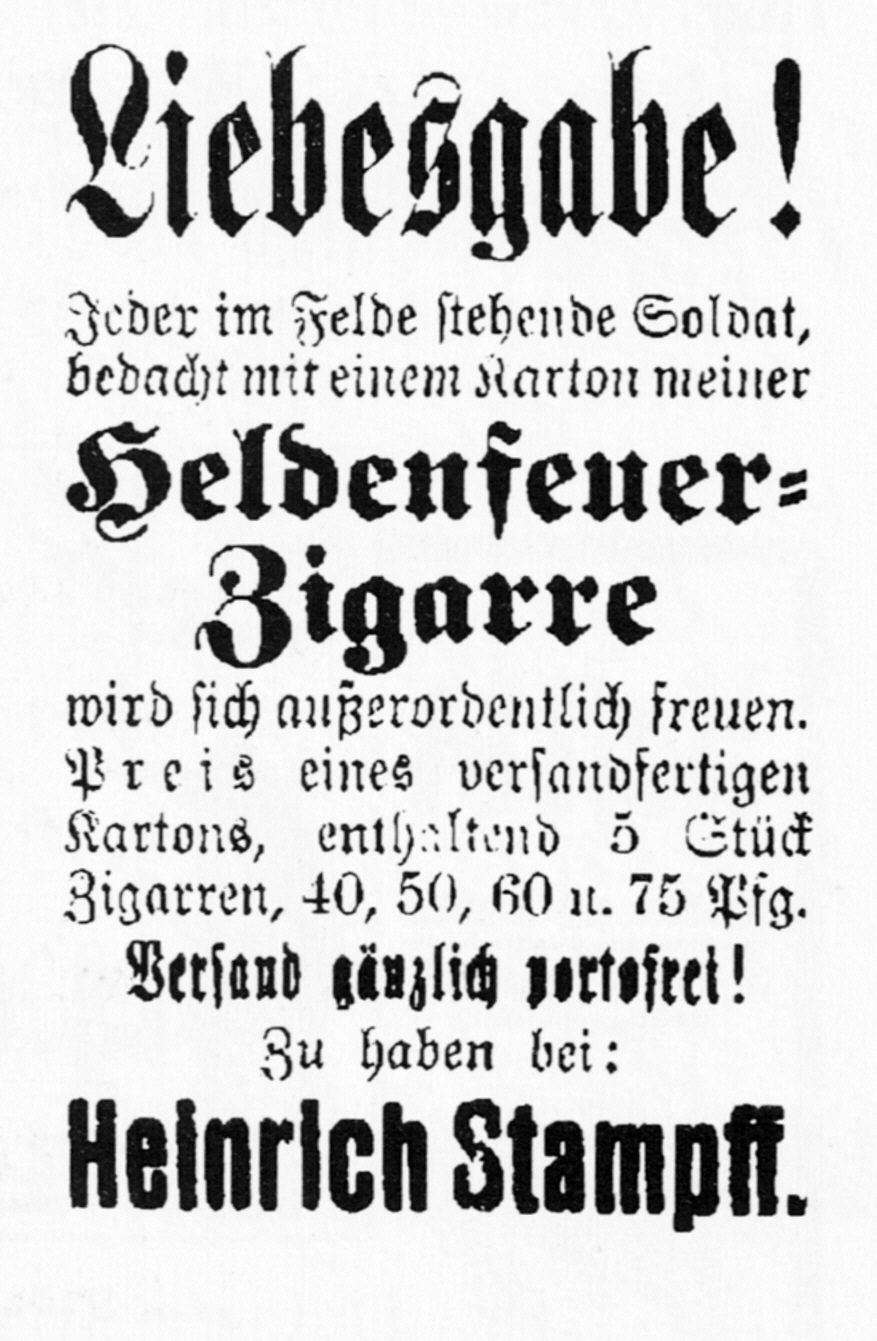
Werbung für Heldenfeuerzigarren

Die Geschäfte und Versandhäuser stellten ihre Reklame im Verlauf des Krieges schnell auf die neue Situation um. So wurden die bevorzugten Liebesgaben wie Tabak, alkoholische Getränke, Stärkungs- oder Körperpflegemittel mit zusätzlichen Werbesprüchen angepriesen. Da hieß es beispielsweise „unser Produkt ist unentbehrlich im Felde“ oder es hat schon „viel Anerkennungen auf dem Felde“ erhalten. Dazu wurden die Produkte oftmals gleich mit einer entsprechenden Feldpostverpackung angeboten.
Die Kinderbücher kündeten zunächst noch von Heldenmut und Kriegsverherrlichung. In ihnen starben die Soldaten nicht, sie waren eher unverwundbar und stark. Die Wirklichkeit der Kinder sah jedoch bald schon anders aus, sie litten Hunger oder wurden durch die Berichte der Feldpostbriefe mit den Schrecknissen des Krieges oder mit dem Verlust von Angehörigen konfrontiert. Darauf wurden auch die Inhalte der Bücher angepasst, so dass sie beispielsweise von Kindern handelten, die Spenden sammelten oder Soldaten im Lazarett besuchten.

## Propagandistische Wirkung
Liebesgaben aus der Heimat, die zu Hunderttausenden an die Front geschickt wurden, trugen dazu bei, die Stimmung der Soldaten zu verbessern. Die Sendungen vermittelten ihnen das Gefühl, dass sie von der „Heimatfront“ moralisch und materiell unterstützt werden, was wiederum bedeutsam für ihre Kampfmoral war. Liebesgaben waren während des Ersten Weltkriegs eine von zahlreichen Aktionenformen an der „Heimatfront“, um in materieller und ideeller Art die Weiterführung des Krieges zu unterstützen. Weitere Aktionen waren unter anderem Kriegs- und Schulnagelungen, Kriegsanleihen sowie Sammlungen von Rohstoffen und Altmaterialien.

## Rezeption
In mehreren Städten in Deutschland gab es Ausstellungen zu diesem Thema, so unter anderem
- 1994: Liebesgaben für den Schützengraben, 1914–18. im Altonaer Museum in Hamburg
- 2014: „Liebesgaben“ an die Front gebracht im Freilichtmuseum Kommern[19]
- 2014: Aufrufe und Plakate 1914–1918. im Staatsarchiv Bremen[10]

Theaterlesung
- 2013: Thematische Lesung Eine Stadt im Krieg: Bremen 1914–1918, in der neben den Liebesgaben auch die Nagelung des „eisernen Roland“ behandelt wurde.[20]